# Orasema cameroni
Orasema cameroni är en stekelart som beskrevs av Howard 1897. Orasema cameroni ingår i släktet Orasema och familjen Eucharitidae.
Artens utbredningsområde är Grenada. Inga underarter finns listade i Catalogue of Life.